# Antidiagonalna matrika
Antidiagonalna matrika je matrika, ki ima vse elemente enake nič, razen tistih, ki ležijo na stranski diagonali (poteka od zgornjega desnega kota do spodnjega levega).
Splošno obliko antidiagonalne matrike z razsežnostjo {\displaystyle 5\times 5\,} lahko zapišemo kot
{\displaystyle {\begin{bmatrix}0&0&0&0&a_{1}\\0&0&0&a_{2}&0\\0&0&a_{3}&0&0\\0&a_{4}&0&0&0\\a_{5}&0&0&0&0\end{bmatrix}}.}.

## Zgled
Primer antidiagonalne matrike je
{\displaystyle {\begin{bmatrix}0&0&0&0&1\\0&0&0&2&0\\0&0&5&0&0\\0&7&0&0&0\\-1&0&0&0&0\end{bmatrix}}.}

## Značilnosti
- Zmnožek dveh antidiagonalnih matrik je diagonalna matrika
- Zmnožek antidiagonalne in diagonalne matrike je antidiagonalna matrika.
- Antidiagonalna matrika je obrnljiva samo, če in samo, če so vsi elementi na diagonali od desnega zgornjega do levega spodnjega kota neničelni.
- Obratna matrika obrnljive antidiagonalne matrike je tudi antidiagonalna.
- Determinanta antidiagonalne matrike ima absolutno vrednost, ki je enaka zmnožku elementov na antidiagonali (stranski diagonali).
- Vse antidiagonalne matrike so tudi persimetrične matrike